# 김정호 (경제학자)
김정호(金正浩, 1956년 2월 8일 - )는 대한민국의 경제학자, 교수, 래퍼이다.

## 가수 활동
김정호는 자유시장경제를 외치는 래퍼로 변신하고, 국내 최고령 래퍼라고 스스로 주장했다. 김정호가 래퍼로 참여한 그룹 김박사와 시인들은 수록된 노래 3곡(〈개미보다 베짱이가 많아〉, 〈똥파리들〉, 〈챔피언 한국〉)의 음원을 21일부터 네이버 뮤직, 싸이월드 등 주요 포털사이트와 프리넷 뉴스(www.fntv.kr)를 통해 공개하였다.

## 학력
- 1979. 경제학사(연세대학교 경제학과)
- 1982. 도시계획석사과정 수료(서울대 환경대학원)
- 1988. 경제학 박사(University of Illinois/Urbana-Champaign)
- 2003. 법학 박사(숭실대)

## 경력
- 1979. 2 ~ 1979. 7 : 육군 소위
- 1979. 7 ~ 1981. 6 : 육군3사관학교 일반학 교관
- 1981. 8 ~ 1984. 8 : 한국산업경제연구원 연구원
- 1988. 4 ~ 1990. 4 : 한국지방행정연구원 주임연구원
- 1990. 5 ~ 1997. 2 : 한국경제연구원 연구위원
- 1994. 12 ~ 1995. 12 : 청와대 국가경쟁력강화기획단 근무
- 1996. 1 ~ 1997. 4 : 한국경제연구원 규제연구센터 실장
- 1997. 4 ~ 2000. 1 : 자유기업센터 법경제실장
- 2000. 2 ~ 2003. 5 : 자유기업원 부원장
- 2000. 9 ~ 2006. 6 : 헤럴드 경제신문 객원논설위원
- 2002. 5 ~ 2004. 5 : 중앙일보 이코노미스트 고정 칼럼니스트
- 2003. 5 ~ 2004. 2 : 자유기업원 원장 직무대행
- 2004. 3 ~ 2012. 3 : 제3대 자유기업원장
- 2004 : 주택공급제도검토위원회 위원
- 2004. 9 ~ 2006. 9 : 한양대학교 겸임교수
- 2005. 9 ~ 2007. 7 : 연세대학교 겸임교수
- 2006. 1 ~ 2006. 12 : 동아일보 동아광장 고정 칼럼니스트
- 2006. 2 ~ 2006. 8 : 한국경제신문 시장경제바로알기 매주 연재
- 2007. 1 : 한국경제 다산칼럼 고정 칼럼니스트
- 2007. 2 ~ 2007. 9 : 세계일보 경제시론 고정 칼럼니스트
- 2008. 6 ~ 2009. 12 : 지식경제부 자체평가위원회 위원
- 2008. 7 ~ 2010. 2 : 규제개혁위원회 위원
- 2008. 9 ~ 2010. 8 : 대검찰청 검찰정책자문위원회 위원
- 2010. 3 : 대통령소속 사회통합위원회 이념분과 위원
- 2011. 5 ~ 2012. 4 : 포퓰리즘입법감시단 공동대표
- 2012. 5 ~ : 연세대학교 경제대학원 특임교수
- 2013. 8 ~ 2016. 8 : 프리덤팩토리 대표이사

## 주요저서
- 『블라디보스토크의 해운대행 버스』, 교보문고, 2007.
- 『땅은 사유재산이다: 사유재산권과 토지공개념』, 나남출판, 2006.
- 『21세기 한국』, 나남출판, 2005.
- 『한국의 보수를 논한다』, 바오, 2005.
- 『왜 우리는 비싼 땅에서 비좁게 살까』. 삼성경제연구소, 2005.
- 『7천만의 시장경제이야기』, 자유기업원, 2005.
- 『사이버공간의 법경제학』, 법문사, 2004(공저).
- 『증권관련집단소송에 대한 법경제학적 검토』, 2003,숭실대학교 법학 박사학위논문
- 『한국 민법의 경제학적 분석(I)』, 한국경제연구원, 2003.
- 『갈등하는 본능』, 한길사, 1997(2인 공저).
- 『한국법의 경제학』, 한국경제연구원, 1997.
- 『토지세의 경제학: 미신과 현실』, 한국경제연구원, 1997.
- 『시장현상과 대중경제지식』, 한국경제연구원, 1994. (3인 공저)
- 『다시 경제를 생각한다』, 21세기북스, 2012.
- 『법, 경제를 만나다』, 프리이코노미스쿨, 2014.
- 『대한민국 파괴되고 있는가 - 문재인 정권의 대한민국 파괴』, 북앤피플, 2019. (공동 저자: 공동 저자: 최광, 김경회, 김문수, 김태우, 박석순, 박인환, 성창경, 신원식, 양준모, 윤덕민, 정규재, 정범진, 조갑제, 조희문)

## 같이 보기
- 자유기업원